# Chung kết UEFA Europa League 2010
Trận chung kết UEFA Europa League 2010 là trận chung kết đầu tiên kể từ khi giải đấu được đổi tên thành UEFA Europa League. Trận đấu được tổ chức vào ngày 12 tháng 5 năm 2010 trên sân vận động HSH Nordbank Arena, Hamburg, Đức - là sân nhà của đội bóng Hamburger SV. Đội thắng trong trận đấu này sẽ thi đấu với đội thắng trong trận Chung kết UEFA Champions League 2010, trong trận Siêu cúp UEFA 2010.

## Đường Đến Hamburg
| Đội             | Tr | T | H | B | Tg | Th | HS | Điểm |
| --------------- | -- | - | - | - | -- | -- | -- | ---- |
| Chelsea         | 6  | 4 | 2 | 0 | 11 | 4  | +7 | 14   |
| Porto           | 6  | 4 | 0 | 2 | 8  | 3  | +5 | 12   |
| Atlético Madrid | 6  | 0 | 3 | 3 | 3  | 12 | −9 | 3    |
| APOEL           | 6  | 0 | 3 | 3 | 4  | 7  | −3 | 3    |

| Đội        | Tr | T | H | B | Tg | Th | HS  | Điểm |
| ---------- | -- | - | - | - | -- | -- | --- | ---- |
| Roma       | 6  | 4 | 1 | 1 | 10 | 5  | +5  | 13   |
| Fulham     | 6  | 3 | 2 | 1 | 8  | 6  | +2  | 11   |
| Basel      | 6  | 3 | 0 | 3 | 10 | 7  | +3  | 9    |
| CSKA Sofia | 6  | 0 | 1 | 5 | 2  | 12 | −10 | 1    |

## Trận đấu

### Chi tiết
| Atlético Madrid | 2-1 (s.h.p.) | Fulham     |
| --------------- | ------------ | ---------- |
| Forlán 32',116' | Chi tiết     | Davies 37' |

| Atlético Madrid | Fulham |